# Salão do Livro do Piauí
O Salão do Livro do Piauí acontece desde 2003 no Centro de Convenções de Teresina. O evento reúne em um só espaço feira de livros, bate-papo literário, palestras de grandes nomes da literatura nacional e internacional, apresentações de representantes da música piauiense, cinema, exposições de fotografia e artes plásticas e muito mais. O evento é uma realização da Fundação Quixote, e acontece anualmente, no mês de junho, reunindo um público de até 150 mil visitantes, ao longo de uma semana.
Todos os anos, o Salão estabelece um tema que norteia a programação. Já foram homenageados escritores piauienses como H. Dobal e Da Costa e Silva, mas, também já foram temas do Salão, Miguel de Cervantes e seu Dom Quixote, os 50 anos da Bossa Nova e o poeta piauiense Torquato Neto, grande nome do tropicalismo.
O Salão sempre trabalha com uma programação recheada de atrações. Já participaram do Salipi escritores brasileiros e gramáticos como:
- Alberto da Costa e Silva;
- Zuenir Ventura;
- Ariano Suassuna;
- Rubem Alves;
- José de Nicola;
- Moacyr Scliar;
- Inácio Loyola Brandão;
- Maitê Proença;
- Fernanda Young;
- Pasquale Cipro Neto.